# Александров, Евгений Викторович
Евге́ний Ви́кторович Алекса́ндров (4 февраля 1917, Челябинск, Оренбургская губерния — 30 июля 2007, Челябинск) — архитектор, Заслуженный архитектор РСФСР (1974), почётный член Академии архитектуры и строительных наук (1994), почётный гражданин Челябинска, участник Великой Отечественной войны.

## Биография
В 1935 г. окончил железнодорожную школу № 2 в Челябинске. Учителем черчения и рисования у Александрова был выдающийся челябинский художник Н. А. Русаков. В 1940 г. окончил Новосибирский инженерно-строительный институт. После войны обучался на факультете усовершенствования в Московском архитектурном институте.
С 1949 года он работал в области архитектуры и градостроительства. С 1957 года преподавал в Южно-Уральском государственном университете. Практически все челябинские архитекторы — его ученики и последователи.

## Награды и память
Премия Челябинского комсомола «Орлёнок» (1967).
Награждён бронзовой медалью ВДНХ за памятник «Добровольцам-танкистам», золотой Пушкинской медалью к 200-летию со дня рождения А. С. Пушкина, бронзовой медалью Союза архитекторов России за высокое зодческое мастерство.
5 сентября 2011 года на здании по проспекту Ленина, 79, где с 1996 по 2007 год работал Е. В. Александров, в память о нём установлена мемориальная доска. В 2017 году в честь архитектора была названа новая улица в Центральном районе Челябинска.
Один из залов Музея изобразительных искусств в Челябинске, который располагается в спроектированном Е. В. Александровым доме ЮУЖД (пл. Революции, 1), назван в честь архитектора.
В честь Е. В. Александрова названа улица в Центральном районе Челябинска.

## Авторские работы

### Бюст
- С. М. Цвиллингу

### Памятники
- «Орлёнок» (1958),
- В. И. Ленину (1959),
- «Бюст С. М. Цвиллингу» (1960),
- «Танк» (1965),
- «Сказ об Урале» (1967),
- «Добровольцам-танкистам» (1975),
- «Катюша» (1975),
- «Слава отважным» (1983),
- Бюст Герою Социалистического Труда Трашутину И. Я. (1984),
- памятник композитору С. С. Прокофьеву (2000).

- Памятник «Катюша», ул. Доватора, возле завода им. Д. В. Колющенко
- Памятник «Танк ИС-3», Комсомольская площадь
- Бюст С. М. Цвиллингу на ул. Цвиллинга возле кинотеатра А. С. Пушкина
- Бюст С. М. Цвиллингу на ул. Сони Кривой во дворе школы № 138
- Бюст Трашутина И. Я., парк им. Терешковой, Комсомольская площадь
- Памятник С. С. Прокофьеву перед Челябинской филармонией